# جغرافیای جزایر مارشال
جزایر مارشال، با نام رسمی جمهوری جزایر مارشال و معروف به مارشال‌ها کشوری در اقیانوس آرام مرکزی است. این کشور از برخی از شرقی‌ترین جزایر میکرونزی تشکیل شده‌است. مارشال‌ها از بیش از ۱۲۰۰ جزیره و جزیرک در دو زنجیره موازی مرجانی تشکیل شده‌اند. یکی از این زنجیره‌ها «راتاک» به معنی طلوع خورشید در شرق و دیگری «رالیک» به معنی غروب خورشید در غرب هستند. این زنجیره‌ها در حدود ۲۰۰ کیلومتر از هم فاصله دارند و حدود ۱۲۸۷ کیلومتر از شمال غربی تا جنوب شرقی امتداد دارند. 
دو سوم از جمعیت این کشور در پایتخت کشور یعنی ماجورو و در شهرک ابیه زندگی می‌کنند. جزایر بیرونی مارشال به دلیل کمبود فرصت‌های شغلی و توسعه اقتصادی کم‌جمعیت هستند. ادعای غرامت علیه آمریکا در نتیجه آزمایش هسته‌ای ایالات متحده در برخی از جزایر بین سال‌های ۱۹۴۷ و ۱۹۶۲ ادامه دارد. 

## جغرافیای فیزیکی
هیچ‌یک از ۲۹ آب‌سنگ کم‌ارتفاع و پنج جزیره مرجانی در گروه مارشال تا بیش از شش متر بالاتر از حد جزر و مد بالا نمی‌رود. این جزایر کلاهک‌های مرجانی هستند که بر روی لبه‌های آتشفشان‌های زیرآبی که از کف اقیانوس برمی‌خیزند قرار گرفته‌اند. واحدهای جزیره ای مارشال‌ها در حدود ۱۸۰۰۰۰ مایل مربع از اقیانوس آرام پراکنده شده‌اند. بزرگترین جزیره مرجانی در این گروه و در جهان، کواجالین است که دارای مساحت زمینی تنها شش مایل مربع است اما تالابی به مساحت ۶۵۵ مایل مربع را احاطه کرده‌است. نزدیکترین همسایگان جزایر مارشال عبارتند از جزیره ویک (شمال)، کیریباتی و نائورو (جنوب)، و ایالات فدرال میکرونزی (در غرب).
هر آب‌سنگ مرجانی مجموعه‌ای از جزایر کوچک و کم‌ارتفاع است که بیش از چند متر بالاتر از سطح دریا نیستند و گِرد یک تالاب قرار گرفته‌اند. 
بیشتر آب‌سنگ‌های مرجانی جزایر مارشال دارای جریان آزاد آب در سراسر صخره هستند، با یک یا دو دهانه برای ورود قایق‌ها به تالاب. این جزایر به هم پیوسته نیستند و از آنجا که فاصله بین آب‌سنگ‌ها می‌تواند کیلومترهای زیادی باشد، سفر بین آن‌ها می‌تواند دشوار باشد. جزایر ضلع جنوبی آب‌سنگ ماجورو طولانی‌ترین جاده آسفالته میکرونزی را به هم متصل می‌کند، این جزایر در طول سال به‌طور مصنوعی توسط یک جاده پیوسته ۳۲ مایلی به هم پیوسته‌اند. 

## آب و هوا
آب و هوای جزایر مارشال استوایی، با رطوبت بالا، و میانگین دمای سالانه ۸۱ درجه فارنهایت است. بادهای تجاری در ماه اکتبر یا نوامبر افزایش می‌یابد و از ژانویه تا آوریل به شدت می‌وزد، با بادهایی که از ۱۲ تا ۲۲ گره متغیر است. فصل طوفان گرمسیری از دسامبر تا مارس است.